# Gerd-Jan Krol
Gerd-Jan Krol (* 17. Juni 1943 in Bad Bentheim) ist ein deutscher Wirtschaftswissenschaftler.

## Leben
Krol absolvierte das Abitur am Gymnasium Nordhorn. 1963 nahm er das Studium der Volkswirtschaftslehre an der Westfälischen Wilhelms-Universität Münster auf. Nach seinem Abschluss als Diplom-Volkswirt schlug er 1968 eine Laufbahn als wissenschaftlicher Mitarbeiter am Lehrstuhl für Volkswirtschaftstheorie bei Jochen Schumann sowie am Institut für Genossenschaftswesen bei Erich Böttcher ein. 1970 betätigte er sich außerdem als wissenschaftlicher Mitarbeiter am Lehrstuhl Bernhard Gahlen an der Universität Augsburg. 1971 promovierte er an der Universität Münster zum Dr. rer. pol. (doctor rerum politicarum: Doktor der Staats- und Wirtschaftswissenschaften) und erhielt für seine Arbeit Die Wirtschaftsreform in der DDR und ihre Ursachen – Erfahrungen mit der administrativen Steuerungskonzeption den Fakultätspreis der Universität. Bis 1974 blieb er, nunmehr als wissenschaftlicher Assistent, der Universität Augsburg verbunden. Im Jahr 1974 wurde er an den Lehrstuhl für Wirtschaftswissenschaften und die Didaktik der Wirtschaftslehre an der Pädagogischen Hochschule Westfalen-Lippe (Abteilung Münster) berufen. Schwerpunkt von Lehre und Forschung lagen hier auf dem Gebiet der Wirtschaftspolitik. 1980 folgte er einem Ruf an das Institut für Wirtschaftswissenschaften und ihre Didaktik am Fachbereich Sozialwissenschaften an der Universität Münster und gelangte schließlich an das Institut für Ökonomische Bildung am Fachbereich Wirtschaftswissenschaften, den er lange mit Dietmar Krafft betreute. Dort hatte er bis zu seiner Emeritierung im Jahr 2008 den Lehrstuhl für Volkswirtschaftslehre inne. Zwischen 2000 und 2002 fungierte er außerdem als geschäftsführender Direktor des Instituts.
Von 1979 bis 1985 gehörte Krol dem Beirat des Ökumenischen Studienwerkes an und von 1996 bis 2001 war er Mitglied des Beirats der Nordrhein-Westfälischen Natur- und Umweltschutzakademie. In den Jahren 1996–2006 war er Vertrauensdozent des Evangelischen Studienwerkes Villigst. Krol ist außerdem Mitglied des Vereins für Socialpolitik und der Deutschen Gesellschaft für Ökonomische Bildung.

## Forschung und Lehre

### Projekte (Auswahl)
Während seiner Tätigkeit am Institut für Ökonomische Bildung leitete Gerd-Jan Krol verschiedene Projekte der EU, der Deutschen Bundesstiftung Umwelt und des Umweltbundesamtes zur Umweltbildung.
Das Modellprojekt „Praxiskontakte Wirtschaft – Wirtschaft in der Schule (PRAWIS)“ (2000–2004) konnte in Nordrhein-Westfalen einen Beitrag dazu leisten, dass in der gymnasialen Oberstufe im Rahmen des Faches Sozialwissenschaften auch Wirtschaft als Schwerpunkt gewählt werden kann.
Von 2004 bis 2007 leitete Gerd-Jan Krol mit Andreas Zoerner den Facharbeitskreis „Ökonomische Bildung/Wirtschaft“ im gemeinsamen Projekt von Kultusministerkonferenz (KMK) und Bundesministeriums für wirtschaftliche Zusammenarbeit und Entwicklung (BMZ) zur Erstellung des „Orientierungsrahmen für den Lernbereich Globale Entwicklung im Rahmen einer Bildung für Nachhaltige Entwicklung“.

### Die Auswirkungen des Bologna-Prozesses auf die Lehre
Im Rahmen des Bologna-Prozesses wurde auch in Bezug auf Lehramtsstudiengänge die Polyvalenz (Wirkungsoffenheit) des Studiums gefordert: Zwei-Fach-Bachelor Studierende sollen in Zukunft nicht allein auf einen lehramtsspezifischen Master (Master of Education) vorbereitet werden, sondern in gleichem Maße auf die außerschulische Praxis oder einen fachwissenschaftlichen Master (Master of Science). Um diese Offenheit des Studienziels zu gewährleisten, hat das Institut für Ökonomische Bildung unter der Federführung von Gerd-Jan Krol und in Zusammenarbeit mit dem Institut für Politikwissenschaften sowie dem Institut für Soziologie ein spezielles Schwerpunktmodell entwickelt.

### Das Münsteraner Schwerpunktmodell
Das Münsteraner Schwerpunktmodell wurde vom Institut für Ökonomische Bildung unter der Federführung von Gerd-Jan Krol in Zusammenarbeit mit dem Institut für Politikwissenschaften sowie dem Institut für Soziologie speziell für Studierende konzipiert die ein Lehramt in Integrationsfächern wie Sozialwissenschaften anstreben. Bei Integrationsfächern ergibt sich in erhöhtem Maße die Schwierigkeit die Polyvalenz des Studiengangs zu gewährleisten. Aufgrund der Aufteilung des Faches in die Teildisziplinen (Sozialwissenschaften: Politik, Ökonomik, Soziologie) fällt ein zu geringes Studienkontingent auf die einzelnen Disziplinen ab. In den Teildisziplinen kann daher der Zugang zu entsprechenden außerschulischen Arbeitsfeldern oder zu einem eigenständigen fachwissenschaftlichen Master nicht mehr gewährleistet werden.
Das Münsteraner Schwerpunktmodell ermöglicht es Studierenden des Studiengangs Lehramt Sozialwissenschaften einen Schwerpunkt auf eine der drei Teildisziplinen zu legen. Im Laufe des Bachelorstudiums können die Studierenden entscheiden, ob sie im Wahlpflichtbereich zu einem rein fachwissenschaftlichen Studium aufstocken, indem sie das Schwerpunktfach weiter vertiefen; dieses würde sie sowohl für einen fachwissenschaftlichen Master als auch für das entsprechende außerschulische Arbeitsfelder qualifizieren. Oder ob sie sich durch die ergänzende Belegung der anderen Teildisziplinen zum Bachelor Sozialwissenschaften qualifizieren, welches den Zugang zu einem Master of Education in Sozialwissenschaften ermöglicht.

### Forschungsschwerpunkte
- Ökonomische Bildung: Theoretische Fundierung, fachwissenschaftliche Grundlegung, methodische Erschließung, Implementierungsprobleme
- Allgemeine Wirtschaftsdidaktik
- Verbraucherpolitik, Verbraucherbildung
- Umweltökonomie, Umweltpolitik, Umweltbildung
- Einsatz neuer Informations- und Kommunikationstechnologien in der ökonomischen Bildung[8]

## Veröffentlichungen (Auswahl)
- H. Kaminski, G.-J. Krol (Hrsg.): Ökonomische Bildung: legitimiert, etabliert, zukunftsfähig. Stand und Perspektiven. Klinkhardt, Bad Heilbronn 2007.
- G.-J. Krol: Europäischer Emissionshandel. In: M. Göcke, Stefan Kooths (Hrsg.): Entscheidungsorientierte Volkswirtschaftslehre. Festschrift für Gustav Dieckheuer. Peter Lang, Frankfurt 2005, S. 291–314.
- G.-J. Krol: Environmental Problems, Morals and Incentives in Modern Societies. In: M. Tolba (Hrsg.): Our Fragile World. Challenges and Opportunities for Sustainable Development, Vol. I. EOLSS Publishers, Oxford 2001, S. 973–982.
- G.-J. Krol: Ökonomische Verhaltenstheorie. In: H. May (Hrsg.): Handbuch der ökonomischen Bildung. Oldenbourg Verlag, München 2000, S. 17–31.
- G.-J. Krol: Umweltprobleme aus ökonomischer Sicht. Zur Relevanz der Umweltökonomie für die Umwelterziehung. In: H. May (Hrsg.): Handbuch der ökonomischen Bildung. Oldenbourg Verlag, München 2000, S. 525–546.
- G.-J. Krol: Leitbilder der Verbraucherpolitik. In: H. May (Hrsg.): Handbuch der ökonomischen Bildung. Oldenbourg Verlag, München 2000, S. 83–98.
- G.-J. Krol: Einkommensverteilung in der Bundesrepublik. In: H. May (Hrsg.): Handbuch der ökonomischen Bildung. Oldenbourg Verlag, München 2000, S. 369–396.
- G.-J. Krol (Hrsg.): Diskussionsreihe Ökonomische Bildung. Münster 1998–2002 (ab 2002 gemeinsam mit T. Apolte und A. Dilger: IÖB-Diskussionspapiere).
- G.-J. Krol, H. Kaminski u. a.: Praxiskontakte. Zusammenarbeit zwischen Schule und Wirtschaft. Westermann Verlag, Braunschweig 2005.
- G.-J. Krol, A. Schmidt: Volkswirtschaftslehre. Eine problemorientierte Einführung. 21. Auflage. UTB, Stuttgart 2002.
- D. Loerwald, M. Wiesweg, A. Zoerner (Hrsg.): Ökonomik und Gesellschaft. Festschrift für Gerd-Jan Krol. Verlag für Sozialwissenschaften, Wiesbaden 2008.